# Nodiko Tatisjvili
Nodar Tatisjvili (Georgisch: ნოდარ ტატიშვილი) (Tbilisi, 5 november 1986), beter bekend onder de naam Nodiko Tatisjvili: (Georgisch: ნოდიკო ტატიშვილი), is een Georgisch zanger.

## Overzicht
Tatisjvili raakte in 2009 bekend in Georgië door zijn deelname aan Geostar, de Georgische versie van Idool. hij haalde de finale, en won deze van Vajha Mania. Twee jaar later, op 31 december 2012, maakte de Georgische openbare omroep bekend dat Sopho Gelovani en Nodiko Tatisjvili waren uitgekozen om Georgië te vertegenwoordigen op het Eurovisiesongfestival 2013, in het Zweedse Malmö. Met hun nummer Waterfall geraakten ze in de finale en werden er vijftiende.
2007: Sopho Chalvasji · 
2008: Diana Goertskaja · 
2010: Sopho Nizjaradze · 
2011: Eldrine · 
2012: Anri Dzjochadze · 
2013: Sopho Gelovani & Nodiko Tatisjvili · 
2014: The Shin & Mariko Ebralidze · 
2015: Nina Sublatti · 
2016: Nika Kocharov & Young Georgian Lolitaz · 
2017: Tako Gatsjetsjiladze · 
2018: Ethno-Jazz Band Iriao · 
2019: Oto Nemsadze · 
2021: Tornike Kipiani · 
2022: Circus Mircus · 
2023: Iru Chetsjanovi · 
2024: Noetsa Boezaladze · 
2025: Mariam Sjengelia
- Gemeinsame Normdatei: 1179797906
- MusicBrainz: 7e5f4e0a-1c64-42b0-a61f-edd3e42f1b3e
- Virtual International Authority File: 4188155226711084490001